# コリンヌ・クレリー
コリンヌ・クレリー（Corinne Cléry、本名 Corinna Piccolo、1950年3月23日 -）は、フランスの女優。身長170cm。髪も瞳も栗色。

## 来歴・人物
パリに生まれる。父は出版業者。1967年、"Les Poneyttes" で映画デビュー。高校卒業後、18歳で13歳年上の放送ジャーナリストと結婚。2年後、長男アレキサンドルをもうけて離婚。その後、イタリアへ渡り、3年ほど写真のモデルとして活動し、その間にルカ・バレリオと二度目の結婚。その後、ルカとも離婚した。
1975年、二人目の夫ルカ・バレリオの兄弟のつてにより『O嬢の物語』で、候補者300人の中から主役に選ばれ、主人公O嬢を演じ、女優デビューした。1979年には、『007 ムーンレイカー』にも出演。以後は、イタリアの映画やテレビを中心に活動している。

## 主な出演作品
- O嬢の物語　Historie d'O （1975）
- ブラッフ　Bluff storia di truffe e di imbroglioni （1976）
- コリンヌ・クレリー/濡れたダイヤ　E Tanta Paura （1976）
- ホテル　Kleinhoff Hotel （1977）
- ヒッチハイク　Autostop rosso sangue （1977）
- 007 ムーンレイカー　Moonraker （1979）
- ヘロイン Heroin (1980)<未>
- イノセント・ドール 虜　Miel del diavolo, II （1986）